# CXCL9
CXCL9, hemokine (C-X-C motif) ligand 9, je mali citokin iz CXC hemokin familije. On je takođe poznat kao monokin indukovan gama interferonom (MIG). CXCL9 je T-ćelijski hemoatraktant. On je blisko srodan sa dva druga CXC hemokina: CXCL10 i CXCL11, čiji geni su locirani u blizini CXCL9 gena na ljudskom hromozomu 4. CXCL9, CXCL10 i CXCL11 invršavaju svoje hemotaksne funkcije putem interakcija sa hemokin receptorom .

## Interakcije
Za CXCL9 je bilo pokazano da ostvaruje interakcije sa CXCR3.

## Dodatna literatura
- Farber JM (1990). „A macrophage mRNA selectively induced by gamma-interferon encodes a member of the platelet factor 4 family of cytokines.”. Proc. Natl. Acad. Sci. U.S.A. 87 (14): 5238—42. PMC 54298 . PMID 2115167. doi:10.1073/pnas.87.14.5238.
- Liao F; Rabin RL; Yannelli JR (1995). „Human Mig chemokine: biochemical and functional characterization.”. J. Exp. Med. 182 (5): 1301—14. PMC 2192190 . PMID 7595201. doi:10.1084/jem.182.5.1301.
- Farber JM (1993). „HuMig: a new human member of the chemokine family of cytokines.”. Biochem. Biophys. Res. Commun. 192 (1): 223—30. PMID 8476424. doi:10.1006/bbrc.1993.1403.
- Lee HH, Farber JM (1997). „Localization of the gene for the human MIG cytokine on chromosome 4q21 adjacent to INP10 reveals a chemokine "mini-cluster".”. Cytogenet. Cell Genet. 74 (4): 255—8. PMID 8976378. doi:10.1159/000134428.
- Weng Y; Siciliano SJ; Waldburger KE (1998). „Binding and functional properties of recombinant and endogenous CXCR3 chemokine receptors.”. J. Biol. Chem. 273 (29): 18288—91. PMID 9660793. doi:10.1074/jbc.273.29.18288.
- Erdel M; Laich A; Utermann G (1998). „The human gene encoding SCYB9B, a putative novel CXC chemokine, maps to human chromosome 4q21 like the closely related genes for MIG (SCYB9) and INP10 (SCYB10).”. Cytogenet. Cell Genet. 81 (3-4): 271—2. PMID 9730616. doi:10.1159/000015043.
- Jenh CH; Cox MA; Kaminski H (1999). „Cutting edge: species specificity of the CC chemokine 6Ckine signaling through the CXC chemokine receptor CXCR3: human 6Ckine is not a ligand for the human or mouse CXCR3 receptors.”. J. Immunol. 162 (7): 3765—9. PMID 10201891.
- Rabin RL; Park MK; Liao F (1999). „Chemokine receptor responses on T cells are achieved through regulation of both receptor expression and signaling.”. J. Immunol. 162 (7): 3840—50. PMID 10201901.
- Tensen CP; Flier J; Van Der Raaij-Helmer EM (1999). „Human IP-9: A keratinocyte-derived high affinity CXC-chemokine ligand for the IP-10/Mig receptor (CXCR3).”. J. Invest. Dermatol. 112 (5): 716—22. PMID 10233762. doi:10.1046/j.1523-1747.1999.00581.x.
- Shields PL; Morland CM; Salmon M (1999). „Chemokine and chemokine receptor interactions provide a mechanism for selective T cell recruitment to specific liver compartments within hepatitis C-infected liver.”. J. Immunol. 163 (11): 6236—43. PMID 10570316.
- Jinquan T; Jing C; Jacobi HH (2000). „CXCR3 expression and activation of eosinophils: role of IFN-gamma-inducible protein-10 and monokine induced by IFN-gamma.”. J. Immunol. 165 (3): 1548—56. PMID 10903763.
- Loetscher P; Pellegrino A; Gong JH (2001). „The ligands of CXC chemokine receptor 3, I-TAC, Mig, and IP10, are natural antagonists for CCR3.”. J. Biol. Chem. 276 (5): 2986—91. PMID 11110785. doi:10.1074/jbc.M005652200.
- Romagnani P; Annunziato F; Lazzeri E (2001). „Interferon-inducible protein 10, monokine induced by interferon gamma, and interferon-inducible T-cell alpha chemoattractant are produced by thymic epithelial cells and attract T-cell receptor (TCR) alphabeta+ CD8+ single-positive T cells, TCRgammadelta+ T cells, and natural killer-type cells in human thymus.”. Blood. 97 (3): 601—7. PMID 11157474.
- Dwinell MB, Lügering N, Eckmann L, Kagnoff MF (2001). „Regulated production of interferon-inducible T-cell chemoattractants by human intestinal epithelial cells.”. Gastroenterology. 120 (1): 49—59. PMID 11208713. doi:10.1053/gast.2001.20914.
- Lambeir AM; Proost P; Durinx C (2001). „Kinetic investigation of chemokine truncation by CD26/dipeptidyl peptidase IV reveals a striking selectivity within the chemokine family.”. J. Biol. Chem. 276 (32): 29839—45. PMID 11390394. doi:10.1074/jbc.M103106200.
- Stoof TJ; Flier J; Sampat S (2001). „The antipsoriatic drug dimethylfumarate strongly suppresses chemokine production in human keratinocytes and peripheral blood mononuclear cells.”. Br. J. Dermatol. 144 (6): 1114—20. PMID 11422029. doi:10.1046/j.1365-2133.2001.04220.x.
- Campbell JD; Stinson MJ; Simons FE (2001). „In vivo stability of human chemokine and chemokine receptor expression.”. Hum. Immunol. 62 (7): 668—78. PMID 11423172. doi:10.1016/S0198-8859(01)00260-9.
- Scapini P; Laudanna C; Pinardi C (2001). „Neutrophils produce biologically active macrophage inflammatory protein-3alpha (MIP-3alpha)/CCL20 and MIP-3beta/CCL19.”. Eur. J. Immunol. 31 (7): 1981—8. PMID 11449350. doi:10.1002/1521-4141(200107)31:7<1981::AID-IMMU1981>3.0.CO;2-X.
- Gillitzer R (2001). „Inflammation in human skin: a model to study chemokine-mediated leukocyte migration in vivo.”. J. Pathol. 194 (4): 393—4. PMID 11523044. doi:10.1002/1096-9896(200108)194:4<393::AID-PATH907>3.0.CO;2-7.
- Romagnani P; Rotondi M; Lazzeri E (2002). „Expression of IP-10/CXCL10 and MIG/CXCL9 in the thyroid and increased levels of IP-10/CXCL10 in the serum of patients with recent-onset Graves' disease.”. Am. J. Pathol. 161 (1): 195—206. PMC 1850693 . PMID 12107104.